# Johan Westin den yngre
Johan Westin den yngre, född 14 juli 1751 i Stockholm, död 19 augusti 1828 i Kungsholms församling, Stockholms stad, var en svensk garvare, borgare, politiker och stadsmajor. 

## Biografi
Johan Westin var son till Johan Westin den äldre (1722-1786) i dennes första gifte med Martha Brita Sontag, som avled i barnsäng den 29 juli 1751. Johan Westin den yngre gifte sig 1773 med Elisabeth Norling. Johan Westin var garvare som sin far samt drev grosshandel och rederi. Dessutom representerade han borgarståndet i Stockholm vid åtta riksdagar 1789-1800 och 1810-1823. 1789 kallades att efterträda sin far i borgarståndet. Han hade då redan nått värdigheten av ålderman och blev sedermera även stadsmajor. Johan Westin den yngre, som var en av de få oppositionsmännen inom sitt stånd under Gustav III:s regering, bevistade sedermera till sin död alla riksdagar (utom revolutionsriksdagen 1809) och rönte mångfaldiga bevis på både sina ståndsbröders och Kungl. Maj:ts förtroende.
Westin var också ledamot av hemliga utskottet år 1800, åren 1810 och 1815 var han ledamot av bevillningsutskottet, 1812 av statsutskottet, 1817 och 1823 av konstitutionsutskottet, 1800–1810 var han fullmäktig i Riksgäldskontoret och 1810–1828 i Riksbanken. Tillika var han 1810, 1817 och 1823 sitt stånds vice talman. Han representerade även Öregrund 1800 och Söderköping och Södertälje 1810.  Han stod i opposition mot Gustav III.
Johan Westin var initiativtagare till den första svenska industriutställningen, Industriutställningen i Stockholm 1823 som hölls i Keyserska huset.